# گهات شرقی
گهات شرقی (به انگلیسی: Eastern Ghats) یک رشته‌کوه در هند است که در اودیسا واقع شده‌است. ایسترن گتز ۱٬۵۰۱ متر بالاتر از سطح دریا واقع شده‌است.